# Championnats d'Europe de dressage 2005
Navigation
Édition précédente Édition suivante
Les championnats d'Europe de dressage 2005, vingt-deuxième édition des championnats d'Europe de dressage, ont eu lieu en 2005 à Hagen, en Allemagne. L'épreuve individuelle est remportée par la Néerlandaise Anky van Grunsven et l'épreuve par équipe par l'Allemagne.